# Radiant Historia
Radiant Historia (яп. ラジアントヒストリア Радзианто Хисуториа) — японская компьютерная ролевая игра для портативного устройства Nintendo DS, разработанная компанией Atlus и изданная ею же в Японии в ноябре 2010, а также в начале следующего года в Северной Америке. Расширенный ремейк для Nintendo 3DS под названием Radiant Historia: Perfect Chronology был выпущен в 2017 году в Японии и в следующем году в Северной Америке и Европе. Над игрой работала команда, занимавшаяся разработкой игр серии Megami Tensei, также художники, работавшие над игрой Radiata Stories, а в качестве композитора была приглашена Ёко Симомура, ранее никогда не работавшая с Atlus. Игра достаточно нетипична для компании Atlus, поскольку сделана в духе классических фэнтезийных РПГ и лишена присущей играм компании анимешности. Особенностями игры являются возможность перемещения во времени и необычная боевая система.

## Игровой процесс
Игрок управляет служащим армии Стоком (англ. Stocke, яп. ストック, Стокку), к которому в разные временные периоды могут присоединиться ещё несколько персонажей, и исследует вымышленный мир. Мир представлен картой континента Венкёр (фр. Vainqueur, букв. «победоносный», яп. ヴァンクール, Ванку: ру), на которой точками отмечены различные игровые локации. Игрок может перемещаться между этими точками, входить в означенные локации и свободно исследовать их. Однако число локаций, в которые позволено попасть, строго ограничено сюжетом, и новые открываются только при продвижении по истории. Зачастую вернуться в предыдущие локации не предоставляется возможным (если не перемещаться во времени). Локации делятся, прежде всего, на два типа — это города и боевые локации. В городах игрок может покупать снаряжение и лечебные снадобья, восстанавливать здоровье в гостиницах, а также общаться с НИПами и брать квесты. При исследовании боевых локаций игрок может находить сундуки с сокровищами, однако на него могут напасть монстры. Противники, в отличие от старых, классических РПГ, не нападают случайно, а видны заранее, и только при столкновении игрока с анимацией монстра начинается битва, которая переносится на отдельный экран. Игрок также может ударом меча отбросить потенциального противника, чтобы избежать битвы.

## Битва
Боевая система в Radiant Historia построена по традиционной схеме пошаговых JRPG с некоторыми самобытными особенностями. Во время боя партия из трёх персонажей под управлением игрока находится в правой части поля боя, а противники — в левой. Бой проходит в пошаговом режиме, то есть и персонажи игрока, и противники ходят по очереди. Очерёдность хода зависит от параметра скорости юнита; проследить очерёдность можно на верхнем экране консоли. Когда ход приходит персонажу, в левой части нижнего экрана появляется боевое меню, состоящее из нескольких боевых команд: атаковать оружием, применить специальный навык или магию, использовать вещь и возможность сбежать с поля боя. Если складывается так, что несколько персонажей ходят подряд, игрок сначала раздаёт каждому команды, а затем персонажи выполняют соответствующие действия, это позволяет набивать целые связки ударов. К тому же, в боевом меню есть функция замены хода: персонаж может поменяться очерёдностью хода с любым юнитом на поле, что позволяет подвинуть его ход к другим персонажам и совершить более длинные связки.
Оригинальным решением боевой системы Radiant Historia является позиционирование монстров на поле. Поле противника разделено на 9 клеток, и каждый вражеский юнит занимает одну клетку (хотя есть и более объёмистые враги, занимающие несколько клеток). В зависимости от удалённости врагов от персонажей, наносимый ими и по ним урон физических атак будет различаться: более удалённые враги получают меньше урона, но и сами наносят пониженный урон по героям игрока; ближние противники — наоборот, более уязвимы, но атакуют сильнее. Также герои могут применять различные навыки, с помощью которых можно отталкивать назад, вправо или влево, притягивать врагов — то есть насильственно менять их расположение. Если один монстр натолкнулся на клетку с другим монстром, то это позволяет следующему персонажу в цепочке атаковать их вместе или вытолкнуть на другую клетку, например, на третьего противника. Таким образом, сталкивание вражеских юнитов и построение длинных цепочек — ключевой фактор быстрой победы в Radiant Historia.

## Перемещение во времени
С помощью специального артефакта — Белой Летописи (англ. White Chronicle, яп. 白示録, Сиродзироку) — главный герой имеет возможность перемещаться во времени в рамках сюжета и изменять ход истории. Впрочем, Сток не может попасть в любую точку истории, а лишь только в те моменты, которые непосредственно связаны с его жизнью. Плюс ко всему, это должны быть моменты, в которых он принимает важное решение, которое впоследствии изменит ход истории. Таким образом, с развитием сюжета в игре образуется линейка событий, а также несколько параллельных реальностей, между пунктами которой может «прыгать» главный герой. Это является ключевым элементом геймплея, с помощью которого можно решать трудности, возникающие в путешествии Стока, и выполнять различные квесты. Например, если в одной параллельной реальности до нашего отряда не добирается поставщик боеприпасов в назначенный срок, можно переместиться в прошлое другой реальности, узнать, что на него напали бандиты и спасти его. Затем вернуться к первой реальности, в которой он будет спасён (поскольку поток событий так или иначе течёт в одном русле) и доставит нужные боеприпасы.

Игрок может по-разному влиять на сюжет, поэтому игра имеет несколько различных концовок.

## Отзывы
| Сводный рейтинг       | Сводный рейтинг      | Сводный рейтинг      |
| Издание               | Оценка               | Оценка               |
| Издание               | 3DS                  | DS                   |
| --------------------- | -------------------- | -------------------- |
| GameRankings          | 86,00 %              | 85,20 %              |
| Metacritic            | 85/100 (44 рецензии) | 85/100 (30 рецензий) |
| Иноязычные издания    |                      |                      |
| Издание               | Оценка               | Оценка               |
| Издание               | 3DS                  | DS                   |
| Destructoid           | 7,5/10               | 8,5/10               |
| Eurogamer             | N/A                  | 9/10                 |
| Famitsu               | 33/40                | 34/40                |
| Game Informer         | N/A                  | 8,75/10              |
| GameRevolution        | 4,5/5                | N/A                  |
| GameSpot              | 8/10                 | 8/10                 |
| IGN                   | N/A                  | 8,5/10               |
| Nintendo World Report | 9/10                 | 9/10                 |
| Polygon               | 8/10                 | N/A                  |

Игра получила в основном положительные отзывы критиков.